# Tiffani Wood
Tiffany „Tiffani“ Jane Wood (* 8. November 1977 in Newcastle, New South Wales) ist eine australische Sängerin und Songwriterin. Sie war zuerst Mitglied der australischen Girlgroup „Bardot“ und begann später eine Solokarriere. Ihr erstes Soloalbum Bite Your Tounge wurde 2006 veröffentlicht.

## Musikalische Karriere

### Bardot
1999 sprach Wood für die erste Staffel der australischen Serie Popstars vor. Sie war nicht erfolgreich, wurde später aber als Ersatz für die unter umstrittenen Umständen ausgeschiedene Chantelle Berry als Mitglied der neuen Girlgroup „Bardot“ ausgewählt. Popstars war im Jahr 2000 eines der populärsten Fernsehprogramme Australiens. Die erste Single Poison und das selbstbetitelte Debütalbum von Bardot erreichten den ersten Platz in den ARIA Charts. Die folgenden Singles I Should’ve Never Let You Go und These Days kamen in die Australischen Musikcharts. Im August 2000 ging Bardot auf ihre erste nationale Tour. Wood hat auch mit ihren Bandkollegen bei den ARIA Awards im 2001 gespielt, wo sie in drei Kategorien nominiert wurden.
Im Juli 2001 veröffentlichte Bardot ASAP, die erste Single aus ihrem zweiten Album. ASAP und die folgende Single I Need Somebody erreichten den fünften Platz in den ARIA Charts. Im November 2001 veröffentlichte die Gruppe ihr zweites Album Play It Like That. Anfang 2002 ging die Gruppe auf ihre zweite nationale Tour und veröffentlichten ihre letzte Single Love Will Find a Way.

### Solokarriere
Wie ihre ehemalige Bandkollegin Sophie Monk begann Wood eine Solokarriere und unterzeichnete einen Plattenvertrag mit Warner Music Group. Ihre Debütsingle What R U Waiting 4 führte Wood in die Musikszene als Pop-Rock-Sänger. Das Lied erreichte im März 2004 den 27. Platz in den ARIA Charts und war eines der meistgespielten Lieder im australischen Radio in diesem Monat. Hinter den Kulissen gab es jedoch Spannungen zwischen Wood und Warner Music. Nachdem sie keinen Kompromiss erzielen konnte, beschloss Wood, ihren Plattenvertrag aufzulösen.
Nachdem sie Warner Music verlassen hatte, gründete Wood ihr eigenes Plattenlabel. Die erste Single Devil in Your Soul wurde im Juli 2005 veröffentlicht. Im April 2006 veröffentlichte Wood ihre zweite Single Spin the Bottle mit einer Reihe von Auftritten, darunter bei Seven Network. Im September 2006 veröffentlichte sie eine Coverversion des Hits I Touch Myself von Divinyls. Ihr erstes Soloalbum Bite Your Tongue wurde im Oktober 2006 veröffentlicht und enthält eine Sammlung von Pop-Rock-Liedern mit Themen wie Körperbild.

### Andere Aktivitäten
Seit 2017 betreibt Wood ihre eigene Schule für darstellende Künste in Queensland namens Popstar Kidz.
Im 2024 war sie eine Kandidatin der Nine-Network-Reality-Serie The Summit.

## Privatleben
Wood war von 2007 bis 2009 mit Neil Cummins verheiratet. Sie hat sechs Kinder.

## Diskographie

### Alben
- Bite Your Tongue (2006)
- Acoustic Dreams – Lullabies for Babies (2008)

### Singles
- What R U Waiting 4 (2004)
- Devil in Your Soul (2005)
- Spin the Bottle (2006)
- I Touch Myself (2006)